# ACS Catalysis
 (avril 2022).
Si vous disposez d'ouvrages ou d'articles de référence ou si vous connaissez des sites web de qualité traitant du thème abordé ici, merci de compléter l'article en donnant les références utiles à sa vérifiabilité et en les liant à la section « Notes et références ».
ACS Catalysis (abrégé en ACS Catal.) est une revue scientifique à comité de lecture qui publie des articles concernant la catalyse. Actuellement, la direction de publication est assurée par Christopher W. Jones (Georgia Institute of Technology, États-Unis).